# 文天祥祖墓
文天祥祖墓，位于中国广东省肇庆市四会市迳口镇迳口村委恩岭村通天蜡烛山，为文天祥族人第九世祖辈（文天祥为十三世）郭氏之墓，建于元代，坐西北向东南，占地面积60平方米。文天祥祖墓在南宋时由江西迁葬于此，属二次葬墓。